# Centrolene heloderma
A Centrolene heloderma a kétéltűek (Amphibia) osztályába, a békák (Anura) rendjébe, ezen belül az üvegbékafélék (Centrolenidae) családjának Centrolene nembe tartozó faj.

## Előfordulása
Kolumbiában és Ecuadorban honos. Természetes élőhelye a szubtrópusi és trópusi nedves hegyi erdők magasabb fekvésű részei és folyóvizek. A legutóbbi 3 generáció alatt az állomány 80 százalékkal csökkent.